# Gilbert (chanteur)
Pour les articles homonymes, voir Gilbert.
Gilbert, de son vrai nom Gilbert Soukopf (né le 17 novembre 1959 à Innsbruck) est un chanteur autrichien.

## Biographie
Gilbert grandit dans l'Otztal. Il fait sa première apparition sur scène à l'âge de neuf ans et crée son propre groupe quatre ans plus tard. Dans les années 1980, il fait partie d'un duo Gilbert & George, présent dans toute l'Europe.
Après une pause, il revient dans les années 1990 comme auteur-compositeur pour d'autres artistes, avant d'enregistrer son premier album solo Gnadenlos en 1997. À partir du milieu des années 2000, il prend part à des événements musicaux internationaux tels que le Grand Prix der Volksmusik et le Concours international de la chanson de la paix 2004 en Irlande.
Avec l'album Liebe, Laster, Leidenschaft sorti en 2007, il entre pour la première fois dans l'Ö3 Austria Top 40.

## Discographie
Albums
- 1997 : Gnadenlos
- 2000 : Einsame Wölfe
- 2004 : Ich bin frei
- 2005 : Immer du
- 2007 : Liebe, Laster, Leidenschaft
- 2007 : Die schönsten Balladen
- 2009 : Jetzt erst recht
- 2010 : Lady Lay
- 2010 : Zeitsprung
- 2013 : Hits!
- 2014 : Ein Stück vom Himmel
- 2016 : Mehr noch
- 2017 : Tausend Raketen

Singles
- 1997 : Du mein kleiner Freund
- 2001 : Wenn die Nacht die Sterne berührt
- 2005 : Immer du
- 2006 : Ich schenk Dir meine Freiheit
- 2006 : Traumfrau
- 2007 : Liebe, Laster, Leidenschaft
- 19 mai 2010 : Lady Lay
- 24 septembre 2010 : So bist Du
- 5 november 2010 : Weihnachten bin ich bei Dir
- 25 mars 2011 : 32 Grad im Schatten
- 20 juillet 2011 : Ich wachte auf
- 23 novembre 2011 : Freiheit Liebe Hoffnung
- 22 février 2012 : Verletzlich
- 27 juillet 2012 : 11 1/2 Minuten
- 5 juillet 2013 : I will fliag’n
- 20 novembre 2015 : Mein schönstes Gedicht

## Source de la traduction
- (de) Cet article est partiellement ou en totalité issu de l’article de Wikipédia en allemand intitulé « Gilbert (Sänger) » (voir la liste des auteurs).